# Grammostola
Grammostola es un género de arañas migalomorfas de la familia Theraphosidae, con varias especies de tarántulas nativas de zonas tropicales.

## Especies
- Grammostola actaeon (Pocock, 1903) (Brasil, Uruguay)
- Grammostola alticeps (Pocock, 1903) (Uruguay) - tarántula de Rio Grande do Sul
- Grammostola aureostriata Schmidt & Bullmer, 2001 (Paraguay, Argentina)
- Grammostola burzaquensis Ibarra, 1946 (Argentina) - tarántula rosa argentina
- Grammostola chalcothrix Chamberlin, 1917 (Argentina) -  tarántula bronceada argentina
- Grammostola doeringi (Holmberg, 1881) (Argentina)
- Grammostola fossor Schmidt, 2001 (Argentina)
- Grammostola gossei (Pocock, 1899) (Argentina)
- Grammostola grossa (Ausserer, 1871) (Brasil, Paraguay, Uruguay, Argentina) - tarántula pampeana
- Grammostola iheringi (Keyserling, 1891) (Brasil) - tarántula de Entre Ríos
- Grammostola inermis Mello-Leitão, 1941 (Argentina)
- Grammostola mendozae (Strand, 1907) (Argentina)
- Grammostola mollicoma (Ausserer, 1875) (Brasil, Uruguay, Paraguay, Argentina)
- Grammostola monticola (Strand, 1907) (Bolivia)
- Grammostola porteri (Mello-Leitão, 1936) (Chile)
- Grammostola pulchra Mello-Leitão, 1921 (Brasil) - tarántula negra de Rio Grande do sul
- Grammostola rosea (Walckenaer, 1837) (Bolivia, Chile, Argentina) - tarántula rosa chilena
- Grammostola schulzei (Schmidt, 1994) (Argentina)
- Grammostola vachoni Schiapelli & Gerschman, 1961 (Argentina)

## Galería

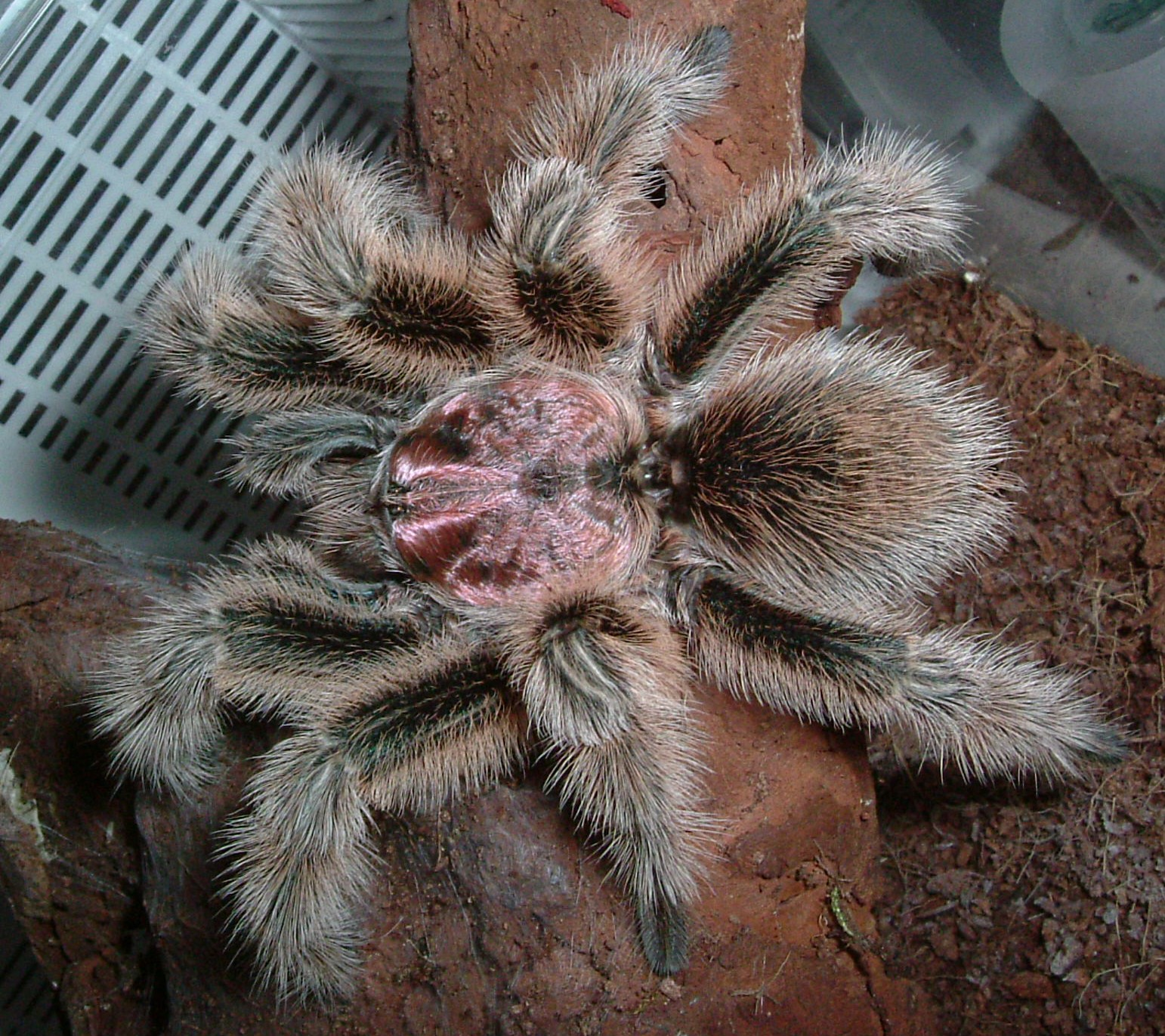
Macho de Grammostola rosea
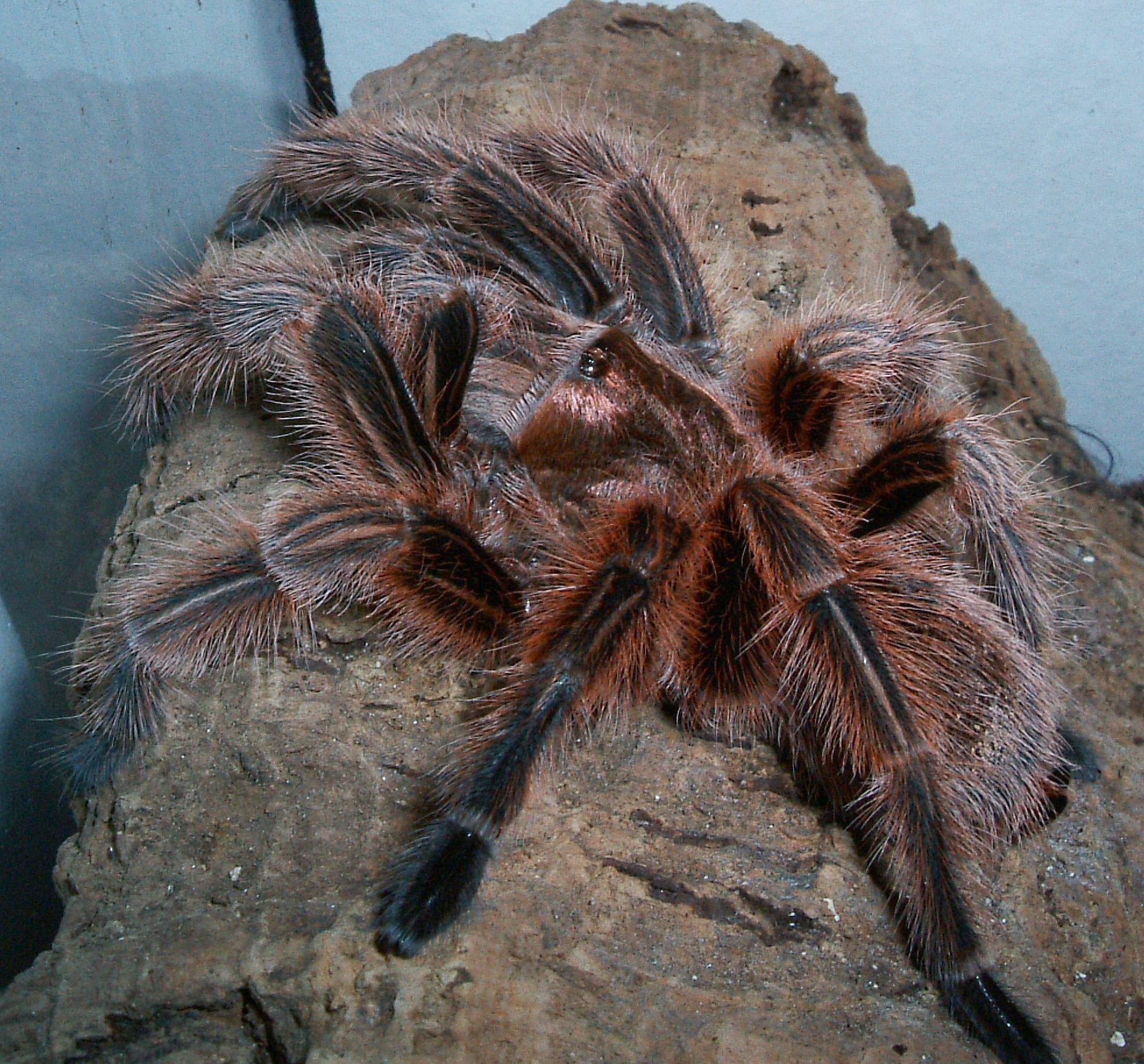
Hembra de Grammostola rosea
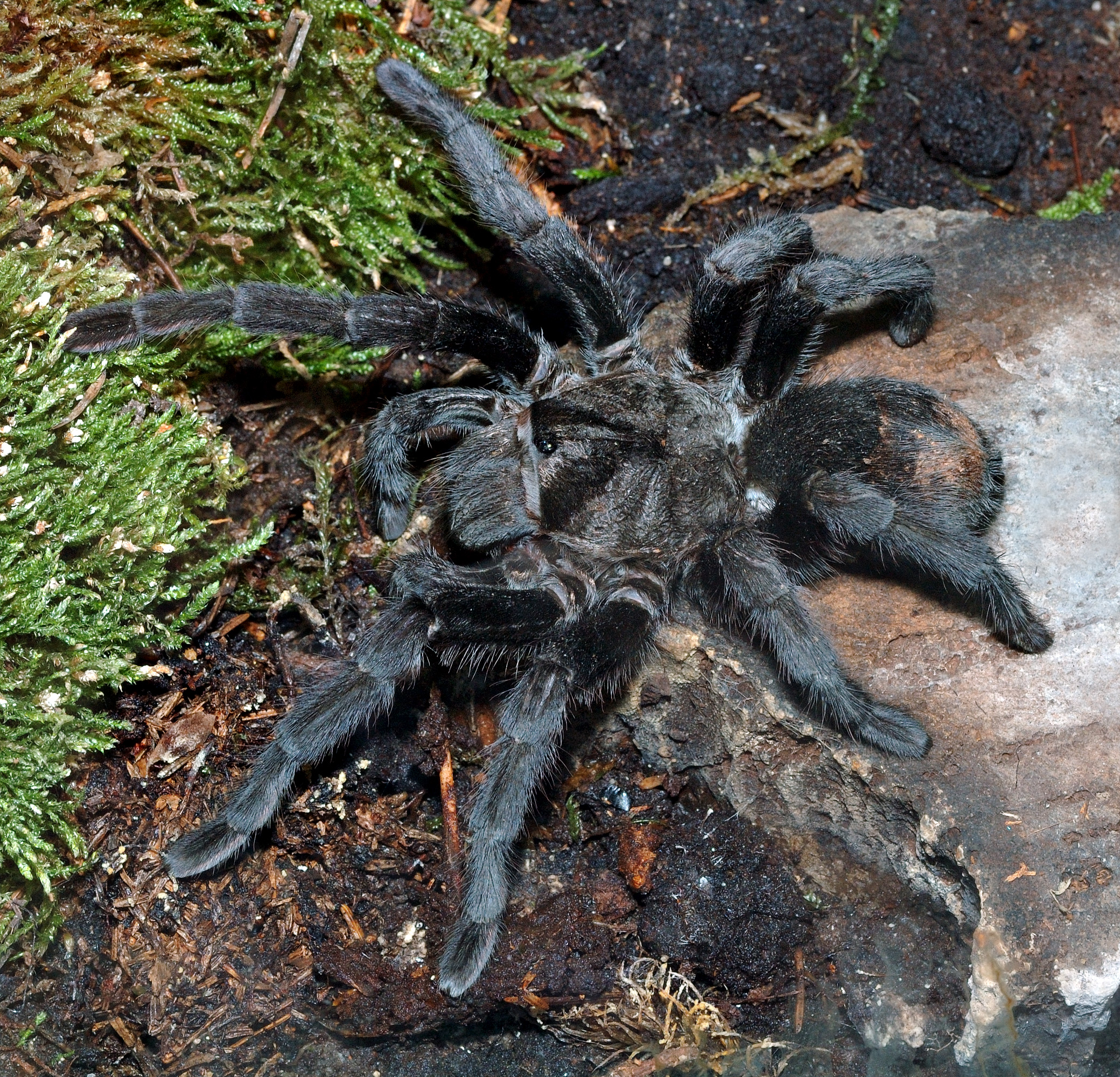
Grammostola pulchra

## Grammostolacomo mascota

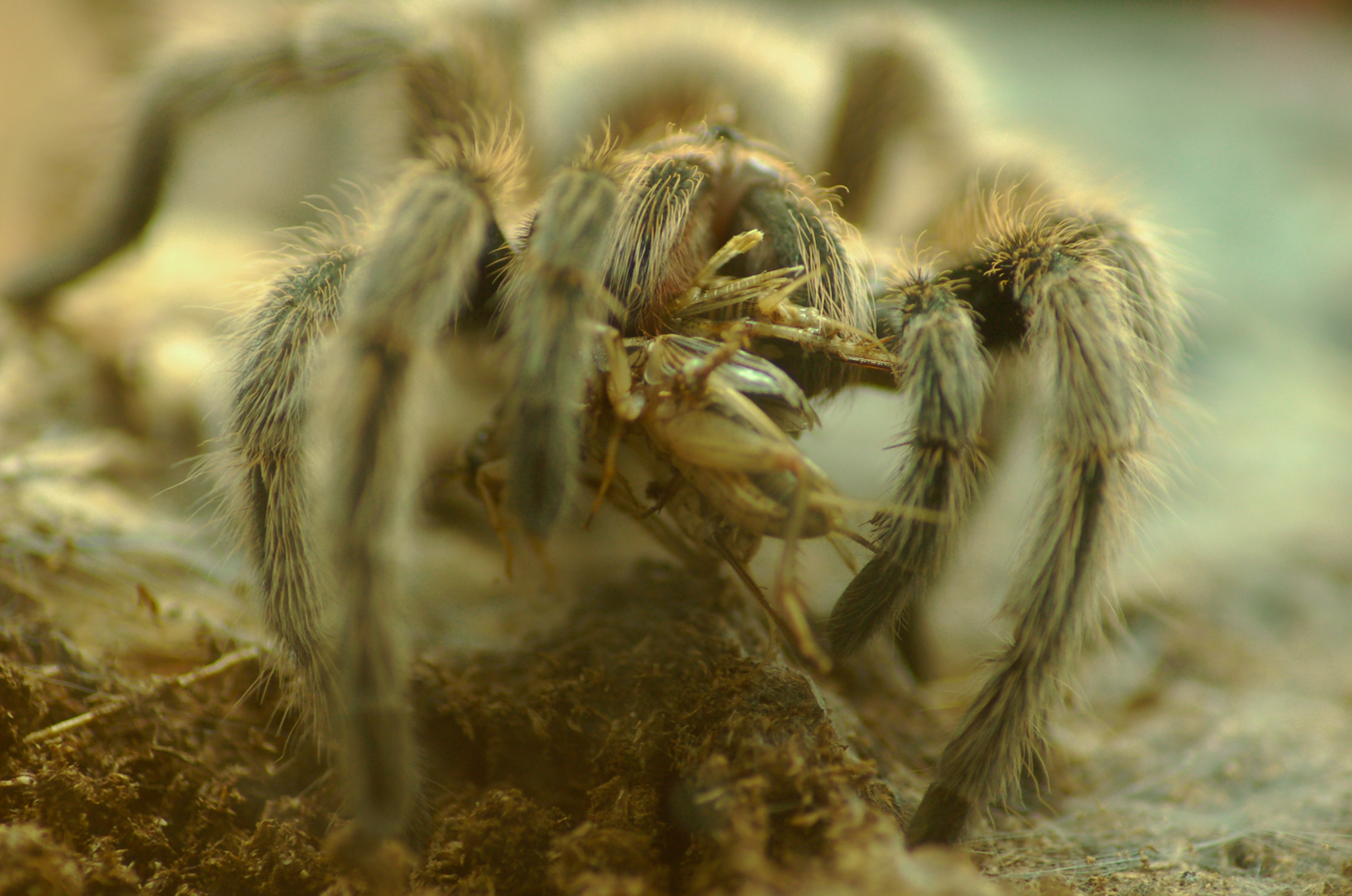
Tarántula Rosea Chilena Alimentándose

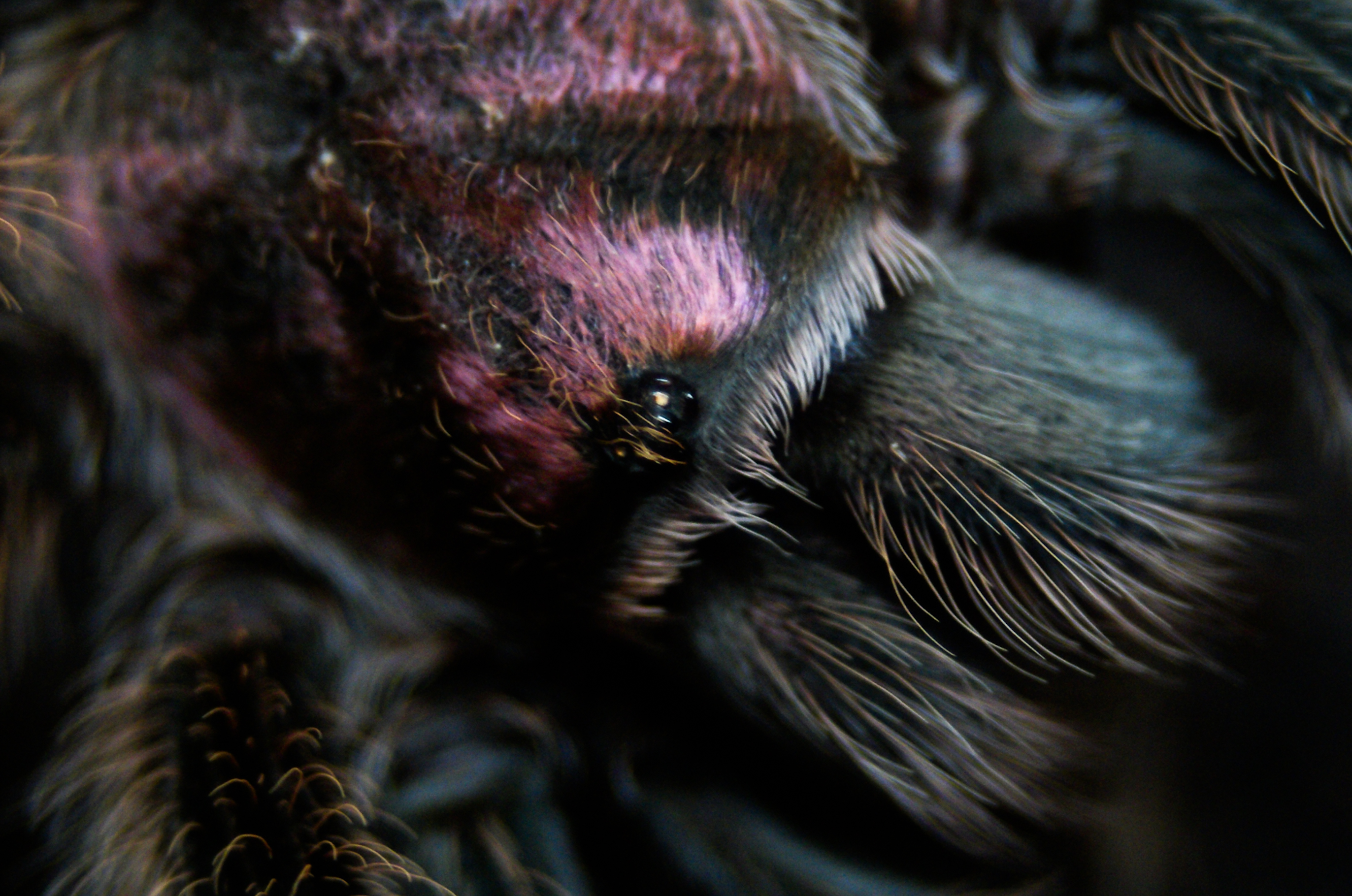
Ojos de una Tarántula

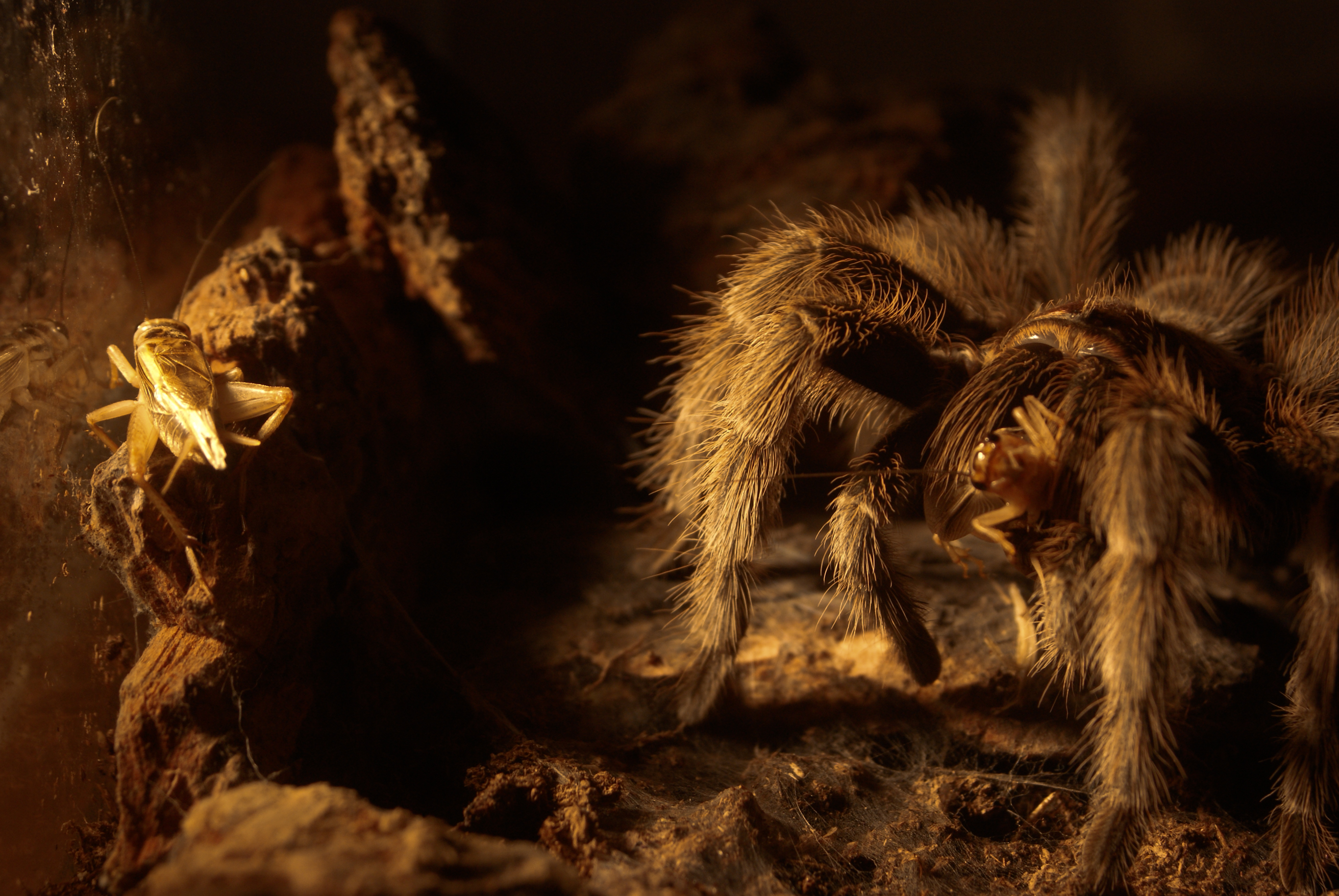
Tarántula cazando

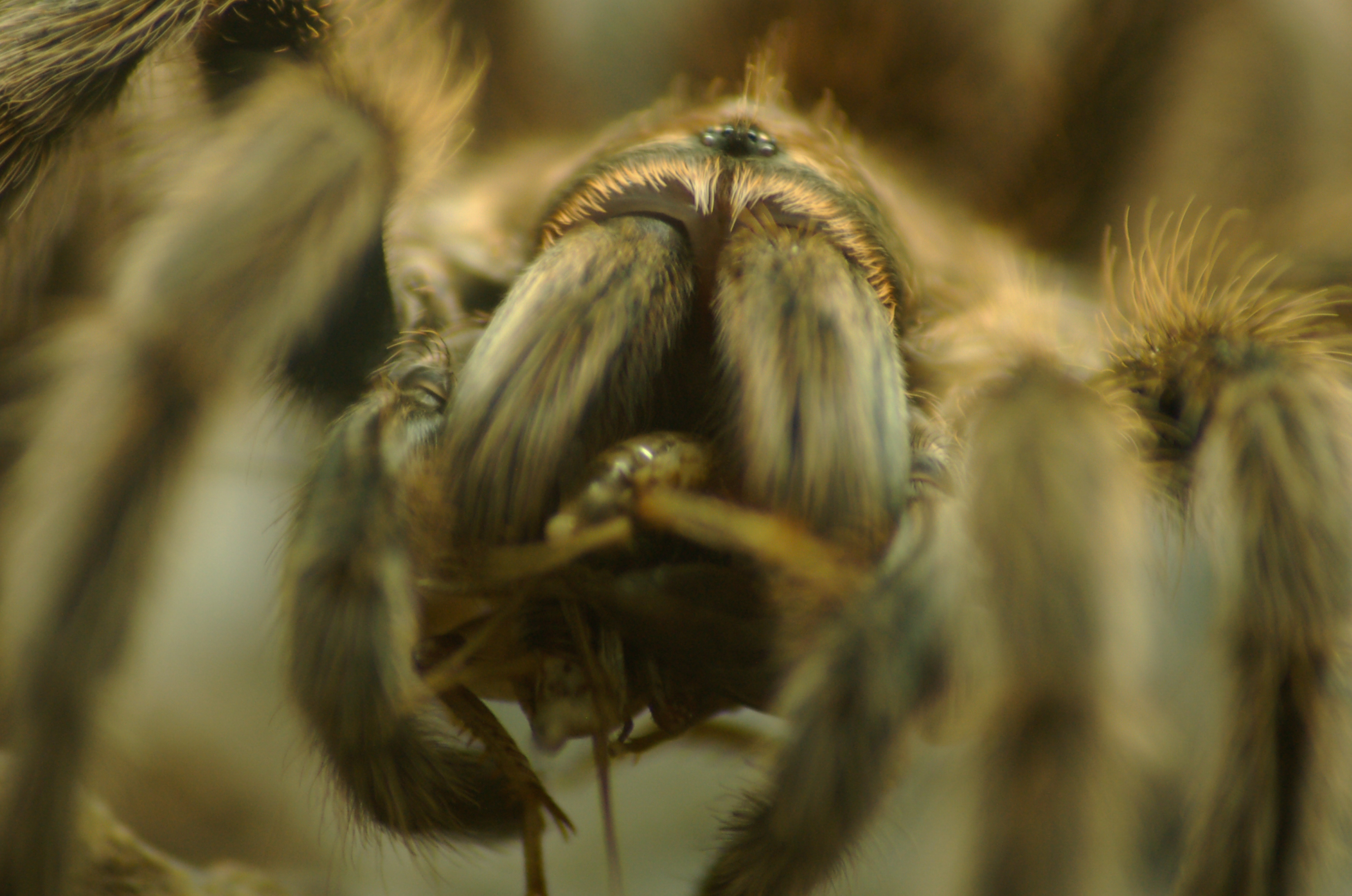
Otra Rosea

La tarántula rosada chilena (Grammostola rosea) es una mascota común, debido a su conducta generalmente dócil, su gran resistencia y su veneno, que es solo peligroso para los alérgicos. Vale la pena destacar que su tenencia está penada por la ley ya que se encuentran protegidas por la Ley 
de Caza Chilena. Necesita moderada humedad y come otros invertebrados como grillos, cucarachas y algún gusano (criados en cautividad). Además, al igual que muchas otras especies de tarántulas puede sobrevivir sin ingerir alimentos hasta más de dos meses. Esta especie puede incluso entrar en un estado de "hibernación" en el que apenas se alimenta en los meses más fríos del año.
G. rosea es una mascota popular para principiantes de las arañas, aunque haya siempre que mantener las debidas precauciones dado que disponen de pelos urticantes que son capaces de lanzar como defensa contra depredadores, pudiendo causar graves molestias en la piel de manipuladores o en los peores casos graves daños en ojos sin protección.
La Grammostola aureostriata es otra mascota que incrementa su popularidad.